# Michael Detjen

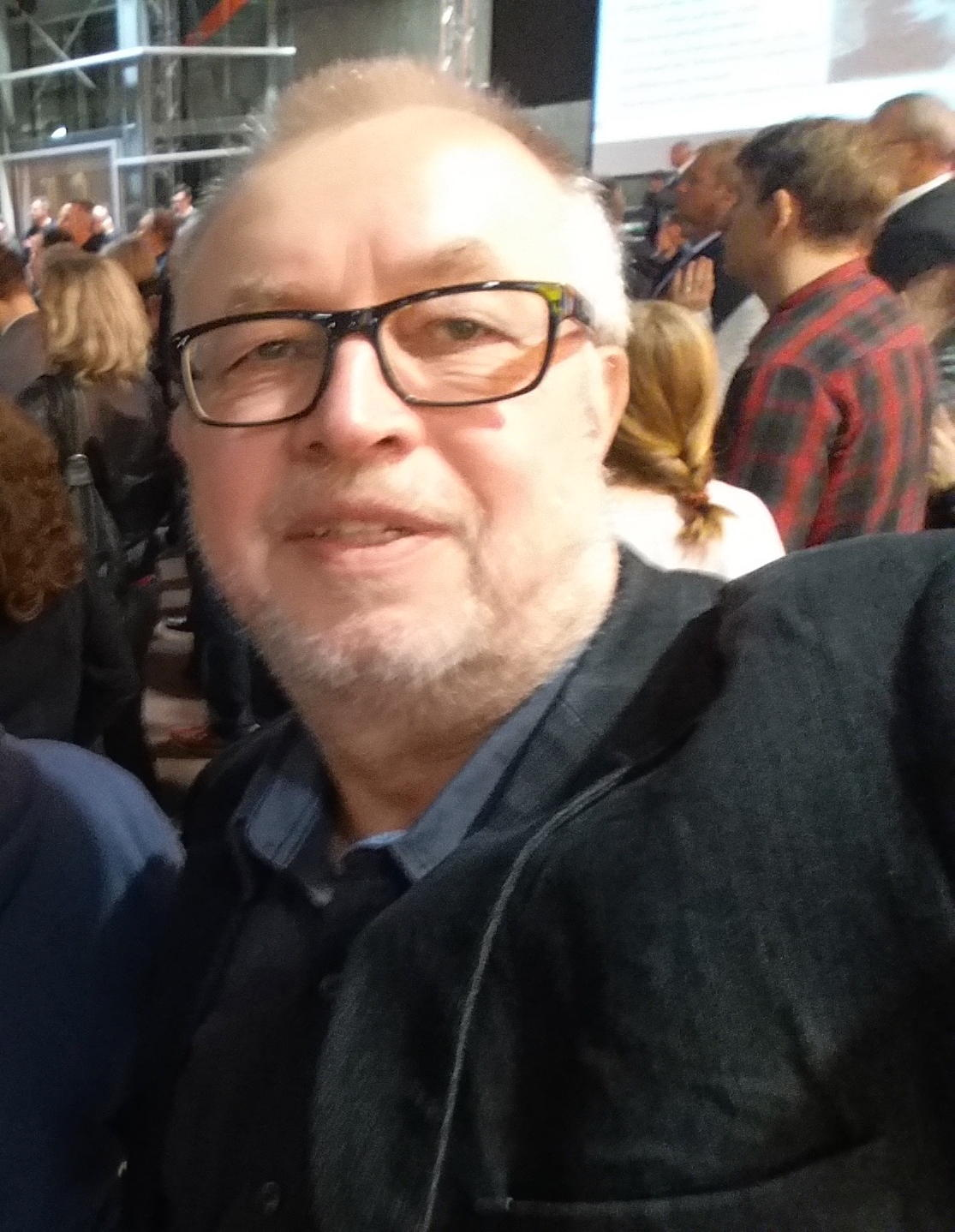
Michael Detjen

Michael Detjen (* 28. April 1958 in Nordhausen) ist ein deutscher Politiker (SPD) und Gewerkschafter. Von 2018 bis 2019 war er Abgeordneter im Europäischen Parlament.

## Ausbildung und Beruf
Michael Detjen machte im Jahr 1983 seinen Abschluss zum Beamten im mittleren Dienst. Er absolvierte von 1989 bis 1990 ein Studium an der Akademie der Arbeit in der Johann Wolfgang Goethe-Universität Frankfurt am Main und studierte von 1990 bis 1992 am „Seminar für Arbeit- und Sozialrecht“, ebenfalls an der Akademie für Arbeit in Frankfurt.
In den Jahren 1977 bis 1989 war er in verschiedenen Funktionen bei der Deutschen Bundespost beschäftigt. Von 1992 bis 1993 war er DGB-Rechtsschutzsekretär in Pirmasens, danach von 1993 bis 1995 Kreisvorsitzender des DGB-Kreises Westpfalz-Pirmasens. Anschließend war er von 1995 bis 2001 Kreisvorsitzender des DGB-Kreises Westpfalz-Kaiserslautern. In den Jahren 2001 bis 2013 war Michael Detjen DGB-Regionsvorsitzender Westpfalz, ab 2010 bis 2017 dann 1. Bevollmächtigter der IG-Metall Kaiserslautern sowie von 2013 bis 2017 DGB-Regionsgeschäftsführer.

## Politik
Detjen ist seit 1974 Mitglied der SPD. Er rückte im Januar 2018 für Jutta Steinruck als Mitglied des Europäischen Parlaments nach. Er war dort ordentliches Mitglied im Ausschuss Beschäftigung und soziale Angelegenheiten. Außerdem war er stellvertretendes Mitglied im Ausschuss Verkehr und Fremdenverkehr sowie stellvertretendes Mitglied der Delegation für den Parlamentarischen Stabilität- und Assoziationsausschuss EU-Montenegro. Bei der Europawahl 2019 erhielt er kein Mandat.